# Serie B 1965/1966
Soutěžní ročník Serie B 1965/1966 byl 34. ročník druhé nejvyšší italské fotbalové ligy. Konal se od 5. září 1965 do 19. června 1966. 
Nejlepší střelec byl italský hráč Gianni Bui (Catanzaro), který vstřelil 18 branek.

## Události
Z 1. ligy sestoupil Janov, Messina a Mantova. Naopak postup ze 3. ligy slavilo po 13 letech Pisa, po 3 letech se vrátila Novara a poprvé v klubové historii postoupila Reggina.
Sezona skončila úspěchem Benátek, které si po třech sezónách strávených ve 2. lize oslavilo návrat do Serie A. Postup si zajistilo i Lecco a také Mantova, která musela bojovat do posledního kola, když jej pronásledoval nováček Reggina. Také o sestup se bojovalo do posledního kola a bylo sestupem namočeno sedm týmů. Nakonec jako první sestoupilo Trani a spolu s ním i Pro Patria a Monza, která sestoupila do Serie C po 15 letech.

## Účastníci
| Klub        | Město           | Stadion                            | Trenér | Minulá sezona                            |
| ----------- | --------------- | ---------------------------------- | --- | ---------------------------------------- |
| Alessandria | Alessandria     | Stadio Giuseppe Moccagatta         | Federico Allasio (1.–5. kolo) Aristide Coscia (6. kolo) Aristide Coscia + Gino Armano (7.–19. kolo) László Székely + Gino Armano | 9. místo v Serii B                       |
| Benátky     | Benátky         | Stadio Pierluigi Penzo             | Armando Segato | 11. místo v Serii B                      |
| Catanzaro   | Catanzaro       | Stadio Comunale                    | Dino Ballacci | 8. místo v Serii B                       |
| Janov       | Janov           | Stadio Luigi Ferraris              | Luigi Bonizzoni + Giuseppe Viani (1.–27. kolo) Luigi Bonizzoni + Giorgio Ghezzi                                                  | 16. místo Serii A (sestup)               |
| Lecco       | Lecco           | Stadio Mario Rigamonti-Mario Ceppi | Angelo Piccioli | 4. místo v Serii B                       |
| Livorno     | Livorno         | Stadio Comunale                    | Carlo Parola | 16. místo Serii B                        |
| Mantova     | Mantova         | Stadio Comunale                    | Giancarlo Cadé | 18. místo Serii A (sestup)               |
| Messina     | Messina         | Stadio Giovanni Celeste            | Antonio Colomban | 17. místo Serii A (sestup)               |
| Modena      | Modena          | Stadio Alberto Braglia             | Maino Neri (1.–7. kolo) Leandro Remondini                                                                                        | 7. místo Serii B                         |
| Monza       | Monza           | Stadio Gino Alfonso Sada           | Vincenzo Rigamonti (1.–35. kolo) Bruno Dazzi                                                                                     | 16. místo v Serii B                      |
| Novara      | Novara          | Stadio Comunale                    | Franco Giraudo + Giuseppe Molina                                                                                                 | 1. místo ve skupině A v Serii C (postup) |
| Padova      | Padova          | Stadio Silvio Appiani              | Serafino Montanari (1.–18. kolo) Humberto Rosa                                                                                   | 6. místo v Serii B                       |
| Palermo     | Palermo         | Stadio La Favorita                 | Carlo Facchini | 11. místo Serii B                        |
| Pisa        | Pisa            | Stadio Arena Garibaldi             | Umberto Pinardi | 1. místo ve skupině B v Serii C (postup) |
| Potenza     | Potenza         | Stadio Alfredo Viviani             | Renato Lucchi | 5. místo v Serii B                       |
| Pro Patria  | Busto Arsizio   | Stadio Comunale                    | Angelo Turconi | 9. místo v Serii B                       |
| Reggiana    | Reggio Emilia   | Stadio Mirabello                   | Romolo Bizzotto | 11. místo v Serii B                      |
| Reggina     | Reggio Calabria | Stadio Comunale                    | Tommaso Maestrelli | 1. místo ve skupině C v Serii C (postup) |
| Trani       | Trani           | Stadio Comunale                    | Felice Arienti (1.–7. kolo) Francesco Capocasale (8.–33. kolo) Federico Allasio                                                  | 15. místo v Serii B                      |
| Verona      | Verona          | Stadio Marcantonio Bentegodi       | Omero Tognon | 11. místo v Serii B                      |

## Tabulka
| Poř. | Tým         | Z  | V  | R  | P  | VG | OG | B  |
| ---- | ----------- | -- | -- | -- | -- | -- | -- | -- |
| 1.   | Benátky     | 38 | 18 | 13 | 7  | 53 | 34 | 49 |
| 2.   | Lecco       | 38 | 17 | 14 | 7  | 43 | 26 | 48 |
| 3.   | Mantova     | 38 | 14 | 18 | 6  | 45 | 26 | 46 |
| 4.   | Reggina     | 38 | 16 | 13 | 9  | 46 | 32 | 45 |
| 5.   | Janov       | 38 | 15 | 14 | 9  | 44 | 35 | 44 |
| 6.   | Verona      | 38 | 11 | 18 | 9  | 35 | 32 | 40 |
| 7.   | Livorno     | 38 | 12 | 14 | 12 | 33 | 32 | 38 |
| 8.   | Messina     | 38 | 9  | 20 | 9  | 27 | 29 | 38 |
| 9.   | Padova      | 38 | 13 | 11 | 14 | 45 | 42 | 37 |
| 10.  | Catanzaro   | 38 | 10 | 16 | 12 | 38 | 40 | 36 |
| 11.  | Potenza     | 38 | 13 | 10 | 15 | 37 | 40 | 36 |
| 12.  | Novara      | 38 | 8  | 20 | 10 | 31 | 42 | 36 |
| 13.  | Modena      | 38 | 6  | 23 | 9  | 32 | 32 | 35 |
| 14.  | Alessandria | 38 | 10 | 15 | 13 | 27 | 37 | 35 |
| 15.  | Palermo     | 38 | 9  | 16 | 13 | 34 | 34 | 34 |
| 16.  | Reggiana    | 38 | 9  | 16 | 13 | 32 | 39 | 34 |
| 17.  | Pisa        | 38 | 12 | 10 | 16 | 30 | 38 | 34 |
| 18.  | Pro Patria  | 38 | 10 | 13 | 15 | 38 | 50 | 33 |
| 19.  | Monza       | 38 | 12 | 8  | 18 | 32 | 45 | 32 |
| 20.  | Trani       | 38 | 6  | 18 | 14 | 31 | 48 | 30 |

Poznámky
- Z = Odehrané zápasy; V = Vítězství; R = Remízy; P = Prohry; VG = Vstřelené góly; OG = Obdržené góly; B = Body
- za výhru 2 body, za remízu 1 bod, za prohru 0 bodů.

|  | Postup do Serie A |
|  | Sestup do Serie C |

## Střelecká listina
| Pořadí | Jméno                | Klub      | Branky |
| ------ | -------------------- | --------- | ------ |
| 1.     | Gianni Bui           | Catanzaro | 18     |
| 2.     | Sergio Clerici       | Lecco     | 17     |
| 3.     | Beniamino Di Giacomo | Mantova   | 14     |
| 3.     | Silvano Mencacci     | Benátky   | 14     |
| 5.     | Giampiero Calloni    | Reggiana  | 13     |
| 6.     | Italo Carminati      | Padova    | 12     |
| 6.     | Roberto Rigotto      | Reggina   | 12     |
| 6.     | Gaetano Troja        | Palermo   | 12     |
| 9.     | Giuseppe Cosma       | Pisa      | 11     |
| 10.    | Enrico Bramati       | Novara    | 10     |
| 10.    | Remo Vigni           | Monza     | 10     |